# Clinostigma harlandii
Clinostigma harlandii é uma espécie de planta com flor na família Arecaceae. É encontrada somente em Vanuatu. Está ameaçada por perda de habitat.